# Lucifuga teresinarum
Lucifuga teresinarum је зракоперка из реда Ophidiiformes и фамилије Bythitidae. 

## Угроженост
Ова врста се сматра рањивом у погледу угрожености врсте од изумирања.

## Распрострањење
Куба је једино познато природно станиште врсте.

## Станиште
Станиште врсте су слатководна подручја. 
Врста је присутна на подручју острва Куба.